# A Campainha Tocou
A Campainha Tocou é um romance policial escrito por Rex Stout tendo como protagonistas Nero Wolfe e Archie Goodwin, primeiro publicado em inglês pela Viking Press , em 1965 e 1966, em português, impresso pela Editorial Minerva.

## Enredo introdução
Nero Wolfe é contratado para forçar o FBI para remover as escutas telefônicas, seguir ou de outra forma, assediar uma mulher que doou 10.000 exemplares de um livro que é crítica o Departamento Federal de Investigação e o seu director, J. Edgar Hoover.
A Campainha Tocou , gerou controvérsia, quando foi publicado, em grande parte devido ao seu retrato não lisonjeiro do FBI, de seu diretor e agentes. Ele foi publicado em um momento em que o público e a atitude para com o FBI se tornou crítica, não muito tempo depois de Robert F. Kennedy e J. Edgar Hoover, enfrentaram-se e o departamento era criticado por suas investigações de Martin Luther King. Alguns indeferiram o livro:  o jornal, Nacional Observador descreveu-o como "pouco mais de uma condenação anti-FBI" e o Nero Wolfe fã de John Wayne escreveu Rex Stout, uma simples nota de despedida, depois de ler o condensado versão revista.:461 Mas Clifton Fadiman, disse em um anúncio da  Viking Press do livro que "A Campainha Tocou, acredito ter sido... a melhor de todas as histórias de Nero Wolfe ."

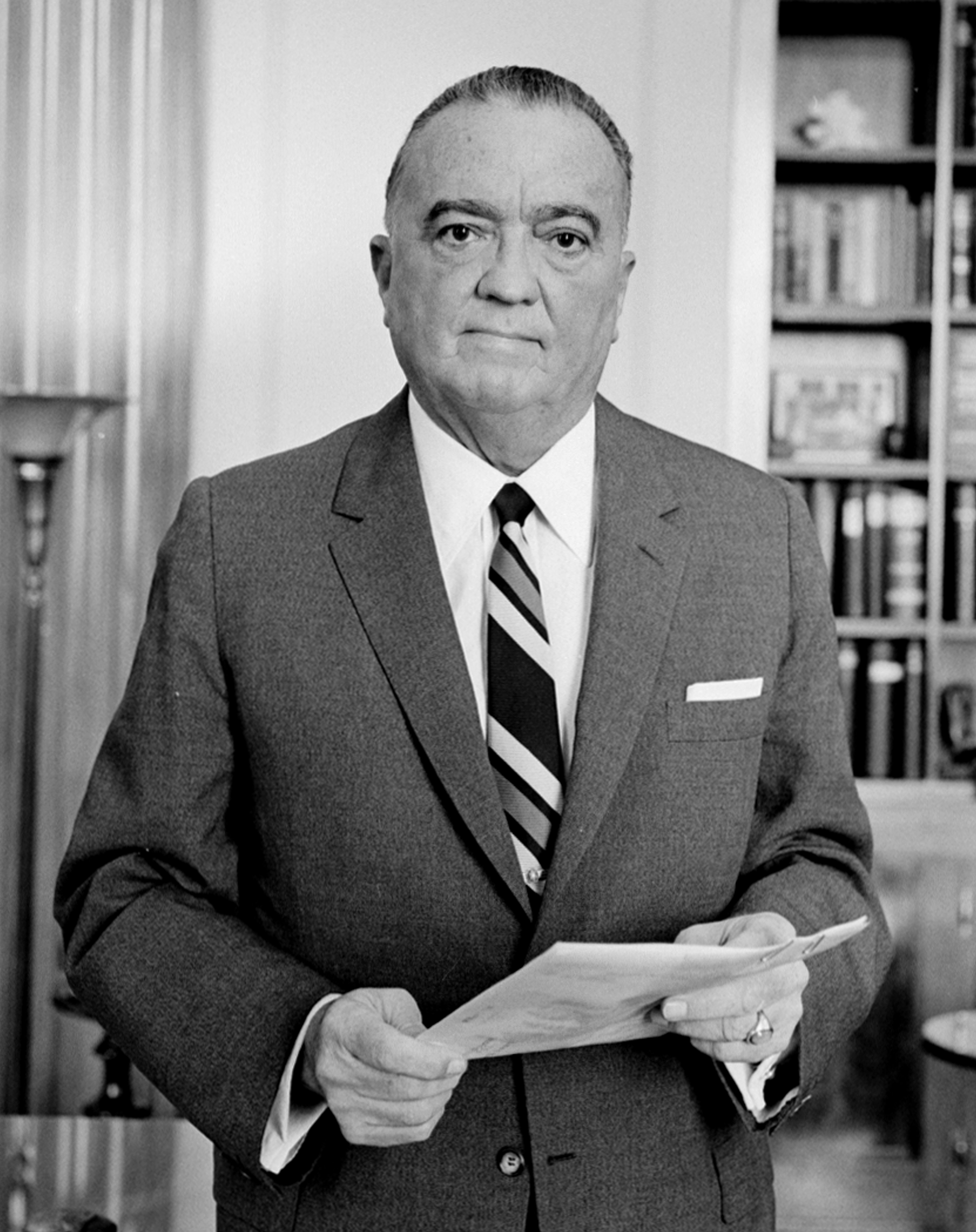
O Diretor do FBI J. Edgar Hoover, em 1961

### O FBI eO FBI Ninguém Sabe
O pano de fundo para A Campainha Tocou é fornecido por J. Edgar Hoover redirecionamento dos recursos do FBI, em detrimento do seu papel em investigação criminal para um enfoque em direção da política e ideológica de seu próprio diretor.
Em 1964, American jornalista investigativo Fred J. Cook, publicou O FBI Que Ninguém Conhece — uma coletânea em forma de livro, de vários de seus artigos sobre os abusos do  FBI que haviam aparecido em The Nation. Embora Stout considerava Hoover um "megalomaníaco" e "uma das mais censurável pessoas em nosso país", afirmou que ele tinha pego Hoover, do FBI, como alvo quase aleatoriamente em busca de um novo  antagonista organizacional para sua dupla de detetives que daria uma boa história, como um descanso  para os detetives de homicídio do NYC e para o  gabinete do procurador distrital de Westchester. Stout, biógrafo afirma que Stout, tive a ideia do FBI durante a leitura do exposé de Fred Cook; Stout enviou a Cook uma cópia autografada de A Campainha Tocou, agradecendo a ele por "acender meu pavio." Stout nunca tinha antes utilizado um livro de Wolfe para o ar o seu próprio ponto de vista político, tão extensivamente, e não o fez novamente até 1975, é Um Assunto de Família.

## Resumo do enredo

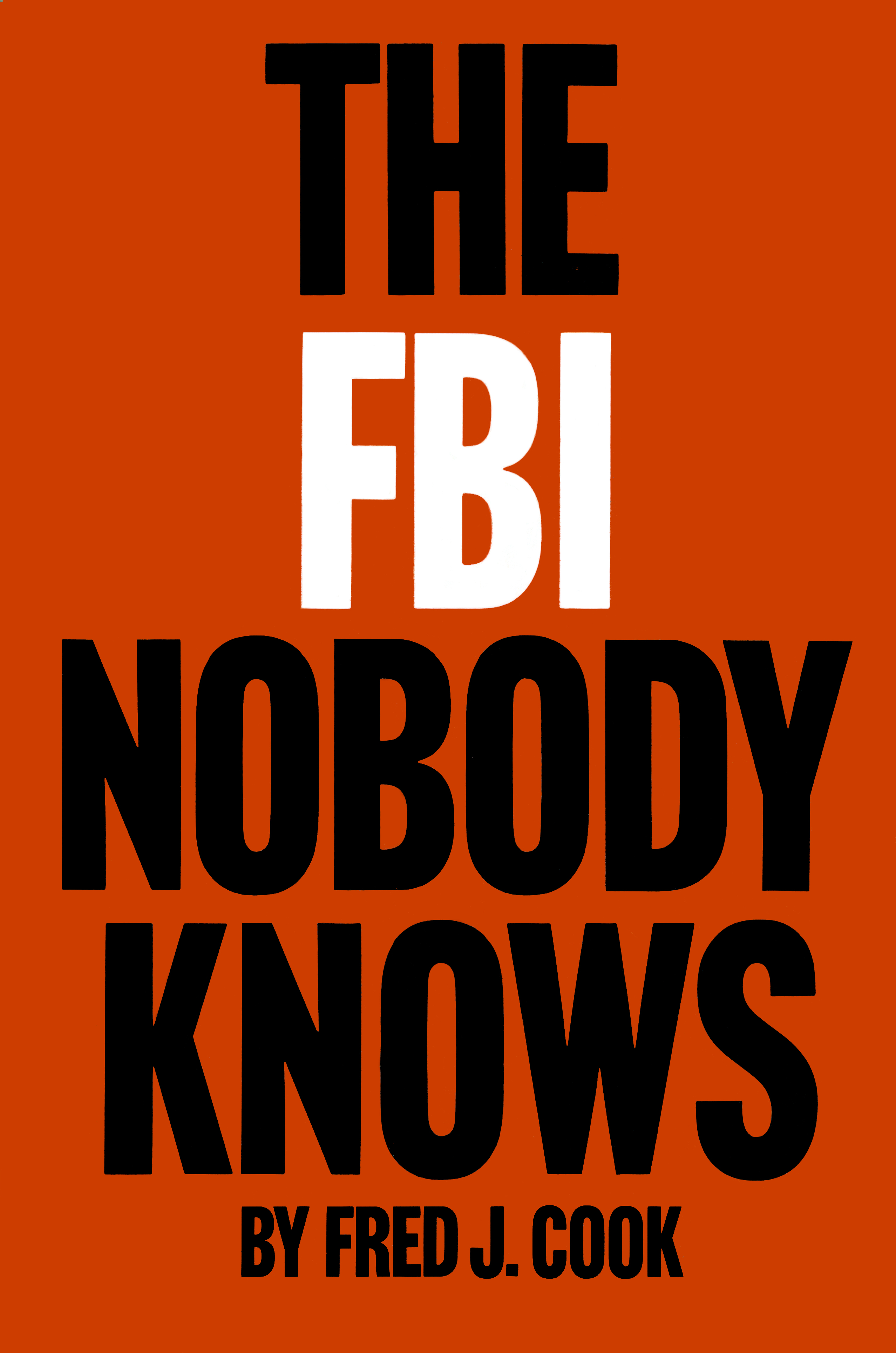
O exposé de Fred J. Cook, O FBI Que Ninguém Conhece, é a peça central para a trama de A Campainha Tocou

Rachel Bruner, uma rica viúva de Manhattan, recentemente provocou a ira do FBI. Após a leitura de um livro chamado O FBI  Que Ninguém Sabe, uma proeminente crítica das muitas práticas antiéticas do departamento, ela enviou de 10.000 cópias para figuras proeminentes em todo o país. Depois de ter sofrido vários incidentes de assédio, ela oferece para Wolfe a proposta para persuadir o FBI para deixá-la em paz. Apesar de inicialmente hesitar em fazer do FBI um inimigo poderoso, Wolfe é convencido -- sobre as objeções de Archie -- quando Bruner oferece $50,000 para sua retenção e, em seguida, dobra para $100.000, bem como o pagamento de uma taxa a sua escolha e quaisquer despesas, ele possa incorrer.
O romance termina com Wolfe e Archie recebendo um não identificado visitante, implicitamente J. Edgar Hoover. Especulando que ele veio pessoalmente para recolher as credenciais de FBI, Wolfe se recusa a deixá-lo em casa, deixando o visitante tocando a campainha.

## Opiniões e comentários

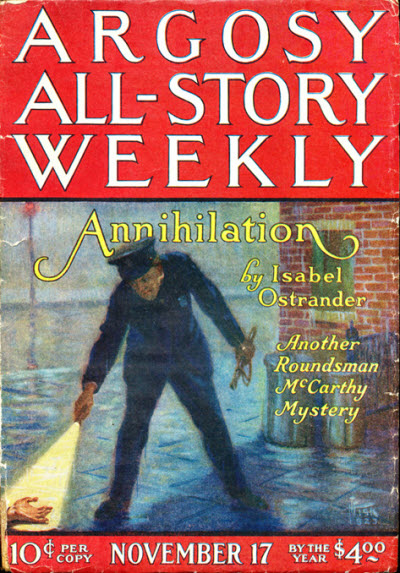
Depois de ler o condensado versão revista da A Campainha Tocou, John Wayne escreveu:"Rex Stout: sempre gostei de Nero e Archie, mas eu li a sua história na edição de abril da Argosy. Adeus."

- Jacques Barzun e Wendell Hertig Taylor, Um Catálogo de Crime — O enredo é transparente e a detecção é bastante simples, mas um ou dois dos desvios praticados por Wolfe são novos (para ele). A cena em que o chefe do FBI em New York, que é "avaliado" no escritório Wolfe e informado que ele não pode ter um conjunto de credenciais que pertencem a um dos seus próprios homens, é rico. O esquema anti-"incomodando"  também é divertido.[6]
- Harper's, Books in Brief  (dezembro de 1965) — a gente sempre sente que Stout está a divertir-se com seu Nero Wolfe e Archie, mas nunca foi mais evidente do que neste complicado, mas facilmente conto. É uma história de investigação, de assédio, de assassinato, do FBI — muito especialmente do FBI e da polícia, com a habitual deliciosa decoração de orquídeas, boa comida, e, felizmente, não convencional e pungente diálogo. O papel de quase todo mundo é inesperadamente de esguelha e você não vê como todos podem receber suas sobremesas, mas o fazem de forma convincente e bastante hilária.[7]
- A Nação[8] — Sem dúvida — a melhor mistério de liberdades civis de todos os tempos.[9]
- Time, "A Grande Corrida" (resenha de livro)[10] (5 de novembro de 1965) — Stout, uma vez disse: tudo o que ele pensa é importante dizer. Um bom escritor de mistério, ele escreveu, apenas diz ao leitor: "Vamos fazer uma corrida. E lá vai a minha mente, eu fui, veja se você pode me pegar." Na Campainha, até mesmo os fãs do FBI terão de admirar sua agilidade.

### O FBI eA Campainha Tocou
Pesquisando seu livro Perigoso Dossiês: Expondo a Guerra Secreta Contra o América Maiores Autores (1988), o jornalista Herbert Mitgang descobriu que Stout esteve sob vigilância do FBI desde o início de sua carreira de escritor. A maioria das páginas mais severamente censuradas, que ele foi autorizado a obter do dossiê secreto sobre Stout do FBI foram sobre A Campainha Tocou:
Em abril de 1976, a Comissão Church concluiu que A Campainha Tocou é o motivo do nome de  Rex Stout ter sido colocado no FBI, na "lista não ser contatado", que é citado como evidência de abuso político de informações de inteligência pelo FBI.